# Kristiana Roemer
Kristiana Roemer (* 1992 in Frankfurt am Main) ist eine deutsch-amerikanische Jazzsängerin und Songwriterin.
Roemer wuchs als Tochter einer amerikanischen Mutter und eines deutschen Vaters zweisprachig auf. Mit sechs Jahren begann sie Klavierunterricht zu nehmen, sang dann in der Kirche und mit einem reisenden Chor. Erste Songs schrieb sie im Alter von neun Jahren. Als Jugendliche nahm sie klassischen Gesangsunterricht. Nach einer Gesangsausbildung am Concordia College in Minnesota studierte sie zunächst Naturwissenschaften in Frankfurt, dann in Paris, wo sie daneben drei Jahre lang regelmäßig in Kabaretts und Clubs sang. Dort gründete sie ein Quartett, mit dem sie ihre eigenen Kompositionen aufführte. Dann zog sie nach New York City, wo sie während ihres Jazzstudiums am Queens College regelmäßig in der Rockwood Music Hall, dem Cornelia Street Café und Jazz at Kitano auftrat.
2020 legte Roemer bei Sunnyside Records ihr Debütalbum House of Mirrors im Quartett mit Addison Frei, Alexander Claffy und Adam Arruda (sowie Gastmusikern) vor, das international Beachtung fand. Auf diesem Album sind neben englischen Titeln auch verträumte Songs zu Gedichten von Hermann Hesse und Felice Schragenheim enthalten.